# 馬場美根子
馬場 美根子（ばば みねこ、1989年8月18日 - ）は日本のミュージカル俳優およびバレリーナである。福岡県大野城市出身。

## 来歴
2歳頃からバレエを始め、その後バレエ団にも所属していた。中学時代は吹奏楽部で活動し、高校時代はバレエ留学していた。2011年11月にオーディションに合格し劇団四季研究所へ入所し、同年アンデルセンアンサンブル役で舞台に初出演した。その後2018年12月31日付で退団した。

## 主な出演作品
- アンデルセン（2011年アンサンブル）
- オペラ座の怪人（2011年～2014年アンサンブル）
- キャッツ（2012年～ヴィクトリア、2016年～ランペルティーザ）
- 劇団四季ソング&ダンス60 感謝の花束（2013年ダンサーパート）
- ウエストサイド物語（2016年～エニィ・ボディズ）